# Episodi di Adderly (prima stagione)
La prima stagione della serie televisiva Adderly è andata in onda negli Stati Uniti dal 24 settembre 1986 al 27 maggio 1987 su CBS.
| nº | Titolo originale        | Titolo italiano | Prima TV USA      | Prima TV Italia |
| -- | ----------------------- | --------------- | ----------------- | --------------- |
| 1  | Hit-Man Complex         |                 | 24 settembre 1986 |                 |
| 2  | Mailman                 |                 | 1º ottobre 1986   |                 |
| 3  | Critical Mass           |                 | 8 ottobre 1986    |                 |
| 4  | A Change of Mind        |                 | 15 ottobre 1986   |                 |
| 5  | Backfire                |                 | 22 ottobre 1986   |                 |
| 6  | Rich Kid                |                 | 29 ottobre 1986   |                 |
| 7  | Capture the Flag        |                 | 5 novembre 1986   |                 |
| 8  | Nina who?               |                 | 12 novembre 1986  |                 |
| 9  | The Dancing Lesson      |                 | 19 novembre 1986  |                 |
| 10 | Adderly with Eggroll    |                 | 26 novembre 1986  |                 |
| 11 | Brotherly Love          |                 | 3 dicembre 1986   |                 |
| 12 | Secrets of the Sun      |                 | 7 gennaio 1987    |                 |
| 13 | A Matter of Discretion  |                 | 14 gennaio 1987   |                 |
| 13 | Nemesis                 |                 | 4 febbraio 1987   |                 |
| 15 | Year of the Tiger       |                 | 11 febbraio 1987  |                 |
| 16 | Who Do, Voodoo          |                 | 18 febbraio 1987  |                 |
| 17 | Miscellaneous News      |                 | 25 febbraio 1987  |                 |
| 18 | Tiers of Internment     |                 | 4 marzo 1987      |                 |
| 19 | Running Backwards       |                 |                   |                 |
| 20 | Class of '87            |                 | 29 aprile 1987    |                 |
| 21 | Mirror Man              |                 | 13 maggio 1987    |                 |
| 22 | A Far, Far Better Thing |                 | 27 maggio 1987    |                 |